# Vickers-Armstrong Modelo Jubilee
El Vickers-Armstrong Modelo Jubilee fue un fusil de origen inglés de 1903.

## Historia
La empresa de artillería pesada británica Vickers-Armstrongs Limited solamente se involcuró esporádicamente en el negocio de las armas ligeras. Produjo la ametralladora Vickers-Maxim, por ejemplo, y algunas pistolas Luger bajo licencia, pero no está claro por qué produjo este fusil para tirador de elite calibre 5,5 mm a principios del siglo XX.

## Diseño
El Jubilee es un fusil de palanca monotiro de cerrojo levadizo, cuyo funcionamiento recuerda al del Martini-Henry, y fue uno de los principales fusiles de precisión de su tiempo.
La culata es de una sola pieza, al igual que el cajón de mecanismos y el cañón. Un tornillo de palomilla en el lado derecho libera la acción, que se extrae para su limpieza o ajuste. Una tapa roscada de latón en el extremo del guardamanos aloja nueve puntos de mira intercambiables. Los puntos de mira en anillo de diversos diámetros se usaban para diferentes alcances y condiciones de iluminación.